# قلعه لاجورد
قلعه لاجورد در شهرستان فیروزکوه، بخش مرکزی، روستای کلارخان  واقع شده و این اثر در تاریخ ۵ آذر ۱۳۸۰ با شمارهٔ ثبت ۴۴۱۰ به‌عنوان یکی از آثار ملی ایران به ثبت رسیده است.